# Matriu diagonal
En l'àlgebra lineal, una matriu diagonal és una matriu quadrada en què els seus elements valen zero a excepció dels de la diagonal principal, que poden valer zero o no. Així, la matriu {\displaystyle D=(d_{i,j})} és diagonal si i només si:
{\displaystyle d_{i,j}=0\ \forall i\neq j}
Per exemple, la matriu següent és diagonal:
{\displaystyle {\begin{pmatrix}1&0&0\\0&4&0\\0&0&-2\end{pmatrix}}}
Un altre exemple de matriu diagonal és la matriu identitat.
Sovint, es designa amb la notació diag(a1,...,an) la matriu diagonal que té les entrades a1,...,an en la diagonal principal, començant per la cantonada superior esquerra. És a dir, l'exemple anterior es correspon amb la matriu diag(1,4,-2); mentre que les matrius identitat són les del tipus diag(1,1,...,1).
Tota matriu diagonal és també una matriu simètrica, triangular (superior i inferior) i, si les entrades provenen del cos ℝ o ℂ, normal.

## Operacions matricials
Les operacions de suma i producte de matrius són especialment senzilles per a matrius diagonals. Per a la suma es té:
diag(a1,...,an) + diag(b1,...,bn) = diag(a1+b1,...,an+bn)
i per al producte de matrius,
diag(a1,...,an) · diag(b1,...,bn) = diag(a1b1,...,anbn).
La matriu diagonal diag(a1,...,an) és invertible si i només les entrades a1,...,an són totes diferents de 0. En aquest cas, es té
diag(a1,...,an)-1 = diag(a1-1,...,an-1).
En particular, les matrius diagonals formen un subanell de l'anell de les matrius de n×n.
Multiplicar la matriu A per l'esquerra amb diag(a1,...,an) equival a multiplicar la fila i-èsima d'A per ai per a tot i. Multiplicar la matriu A per la dreta amb diag(a1,...,an) equival a multiplicar la columna i-èsima d'A per ai per a tot i.

## Autovalors, autovectors i determinant
- Els autovalors de diag(a1,...,an) són a1,...,an.
- Els vectors e1,...,en formen una base d'autovectors.
- El determinant de diag(a1,...,an) és igual al producte a1·...·an.

## Usos
Les matrius diagonals apareixen en moltes àrees de l'àlgebra lineal. Degut a la simplicitat de les operacions i el càlcul del seu determinant i dels seus valors i vectors propis, sempre és desitjable representar una matriu donada o aplicació lineal com una matriu diagonal.
De fet, una matriu donada de n×n és semblant a una matriu diagonal si i només si té n autovectors linealment independents. Aquestes matrius reben el nom de diagonalitzables.
En el cos dels nombres reals o complexos existeixen més propietats: tota matriu normal és semblant a una matriu diagonal i tota matriu és equivalent a una matriu diagonal amb entrades no negatives.